# Старцево (Орловская область)
Старцево — село в Орловской области России. 
В рамках административно-территориального устройства входит в Платоновский сельсовет Орловского района, в рамках организации местного самоуправления — в Орловский муниципальный округ.

## География
Расположено на северо-восточной окраине города Орла, в окружении внутригородского Северного района. На юге село примыкает к деревне Мостки, на юго-востоке — к деревне Леженки.

## Население
| 2002 | 2010  |
| ---- | ----- |
| 1434 | ↗1730 |

Согласно результатам переписи 2002 года, в национальной структуре населения русские составляли 92 % от жителей.

## История
С 2004 до 2021 гг. в рамках организации местного самоуправления село входило в Платоновское сельское поселение, упразднённое вместе с преобразованием муниципального района со всеми другими поселениями путём их объединения в Орловский муниципальный округ.